# William Mundy (compositore)
William Mundy (1529 circa – 1591) è stato un compositore inglese di musica sacra del Rinascimento.

## Biografia
Fu il padre di John Mundy, organista e compositore. Molto poco si conosce sulla sua vita e sulla sua attività ad eccezione del fatto che operò alla Cappella reale nel periodo 1562–3 e venne sostituito nel 1591, presumibilmente dopo la morte.